# 论军事
《论军事》（拉丁語：De re militari），又稱《軍事概要》（拉丁語：Epitoma rei militaris），是古羅馬晚期作家维盖提乌斯的军事著作。成書年代約在四世紀至五世紀間。

## 背景
作者维盖提乌斯生平不詳。由於書中提到格拉提安時稱為神，所以著書的時間應在格拉提安死後，也就是383年之後。
《论军事》題獻的對象為一位皇帝，一般推測為狄奧多西一世或瓦伦提尼安三世。

## 內容

《论军事》1511年德語譯本中的插圖

《论军事》分為四卷，第一卷前附有簡短的全書提要。

### 第一卷
第一卷講述招募與訓練軍人的方式。

### 第二卷
第二卷講述罗马军团的組織編制。

### 第三卷
第三卷內容為後勤補給與戰術、戰略。其中「故欲和平者，必先備戰。（拉丁語：Igitur qui desiderat pacem, praeparet bellum.）」後來被改寫成著名的格言「汝欲和平，必先備戰（拉丁語：Si vis pacem, para bellum）」。
最後一章列出許多關於戰爭的格言，其中最著名的包含「很少人天生就是勇士，更多是由良好的訓練與努力造就。（拉丁語：Paucos uiros fortes natura procreat; bona institutione plures reddit industria.）」

### 第四卷
第一到三十章描述各種攻城、守城的器械。第三十一到四十六章為造船、航行與海戰的方法。

## 影響
《论军事》是古羅馬流傳下來最完整的一部軍事手冊。儘管書中許多內容逐漸過時，《论军事》仍然是中世紀流傳最廣、最具影響力的軍事著作。